# Dąbrówek
Dąbrówek – jezioro w woj. warmińsko-mazurskim, w pow. szczycieńskim, w gminie Pasym, na Pojezierzu Olsztyńskim.

## Hydronimia
Według urzędowego spisu opracowanego przez Komisję Nazw Miejscowości i Obiektów Fizjograficznych (KNMiOF) nazwa tego jeziora to Dąbrówek. W różnych publikacjach jezioro to występuje pod nazwą  Kiełbark, Dąbrówkolub Dąbrówka.

## Morfometria
Powierzchnia zwierciadła wody według różnych źródeł wynosi od 4,7 ha 5,5 do ha.

## Charakterystyka
Jest to jezioro typu linowo-szczupakowego. Jezioro jest hydrologicznie otwarte poprzez cieki:
- na południu połączone rowem z jeziorem Kiełbark Mały
- na północy połączone rowem z jeziorem Machniacz

Jezioro wydłużone z północy na południe. Dość wysokie, lecz łagodnie wzniesione brzegi otoczone są polami i łąkami. Jezioro leży między szosą Szczytno-Olsztyn a linią kolejową Szczytno-Olsztyn. Niedaleko przystanek kolejowy Grom.
Dojazd ze Szczytna drogą krajową nr 53 w stronę Olsztyna. Jezioro jest po lewej stronie szosy, przy samej wsi Grom. Na jeziorze jest wiele atrakcji m.in. skoki do wody na linie lub skoki z trampoliny.